# Dalia Íñiguez
Dalia Íñiguez Ramos (La Habana, 1  de mayo de 1901 - Ciudad de México, 4 de octubre de 1995) fue una actriz cubana que protagonizó películas y telenovelas en México, se retiró de la actuación en el año 1965 y murió en 1995 a la edad de 94 años.

## Filmografía

### Radionovelas
- En las Garras del Diablo (1961) - Shiba

### Telenovelas
- Casa de huéspedes (1965)
- Central de emergencia (1965)
- La doctora (1964)
- La mesera (1963)
- Elena (1961)
- La casita del odio (1960)
- Secretaria o mujer (1960)
- Un rostro en el pasado (1960)
- Honrarás a los tuyos (1959)
- Más allá de la angustia (1958)
- Senda prohibida (1958)

### Películas
- Los cuervos están de luto (1965)
- Mañana serán hombres (1961)
- Ay Chabela...! (1961)
- Vámonos para la feria (1961)
- En carne propia (1961) - Señora Piadosa
- Flor de canela (1959)
- La edad de la tentación (1959)
- Tropicana (1959)
- Feliz año, amor mío (1957)
- Rosalba(1957)
- Corazón salvaje (1956)
- Frente al pecado de ayer (1956)
- Y mañana serán mujeres (1956)
- Yo no creo en los hombres (1955)
- La extraña pasajera (1955) - Beata
- La rosa blanca (1954)
- Ella, Lucifer y yo (1953)
- Marejada
- Los hijos de nadie (Dos caminos) (1952)
- Mi adorado salvaje (1952)
- Mamá nos quita los novios (1952) - Natalia
- Nunca debieron amarse (1951)
- Los apuros de mi ahijada (1951)
- Mi marido  (1951)
- Retorno al quinto patio (1950)
- Quinto patio (1950)
- El desalmado (1950) - Madre de Vidal
- No desearás la mujer de tu hijo (1950)
- Amor salvaje (1950) - Antonia
- Doña Diabla (1950) - Gertrudis
- La vida en broma (1950) - Rebeca Mata
- La oveja negra (1949) - Bibiana
- Zorina (1949) - Constanza
- Escuela para casadas (1949)
- Hay lugar para dos (1949)
- Cita con la muerte (1949)
- El ángel caído (1949)
- Abismos de amor (1949)
- Cuando los padres se quedan solos (1949) - Sofía
- El ropavejero (1947) - Olga
- El puente del castigo (1946)